# SPCA 20
Le SPCA 20 (ou SPCA Type II) était un avion militaire de l'entre-deux-guerres, construit en France par la Société provençale de constructions aéronautiques (SPCA) à La Ciotat (Bouches-du-Rhône).